# ミケーレ・パツィエンツァ
ミケーレ・パツィエンツァ（Michele Pazienza, 1982年8月5日 - ）は、イタリア・サン・セヴェーロ出身の元サッカー選手、現サッカー指導者。現役時代のポジションはミッドフィールダー。

## 経歴
フォッジャ・カルチョの下部組織出身。2000年にトップチームに昇格し、セリエC2でデビュー。
2003年7月1日にセリエAのウディネーゼ・カルチョへ移籍。同クラブで2シーズンを過ごした後、2005年8月1日にチェーザレ・プランデッリ監督が就任したACFフィオレンティーナへレンタル移籍。2007年6月20日に完全移籍するが、リッカルド・モントリーヴォやマルコ・ドナデルとのポジション争いに勝てず、2008年1月31日にSSCナポリに移籍。
ナポリでは主にワルテル・ガルガーノ、マヌエレ・ブラージ、ルカ・チガリーニとダブルボランチを形成し、2010-11シーズンはUEFAヨーロッパリーグでもプレーした。
2011年6月16日、契約満了に伴いフリートランスファーでユヴェントスFCに移籍。しかし、アントニオ・コンテ監督からの信頼を得られず、2012年1月31日に古巣ウディネーゼにレンタル移籍。
2012年8月30日、ボローニャFCへの完全移籍が発表された。
2015年7月14日、ヴィチェンツァ・カルチョへ移籍した。
2016年2月4日、ACレッジャーナ1919に5か月間の契約で移籍。
2016年9月24日、ASDマンフレドーニア・カルチョに加入。2017年8月9日に現役を引退した。

## 指導歴
2017年8月10日、ACピサ1909のユースチームで指導者としての経歴を歩み始めた。同年10月19日、前任のカルミネ・ガウティエーリに代わりトップチームの監督に就任した。しかし翌年3月26日、カッラレーゼ・カルチョとの試合に敗れると解任が発表された。
2018年11月5日、セリエCで下位に低迷するシラクーザ・カルチョに指揮官として招聘される。クラブを降格プレーオフ圏外へ浮上させるが、翌月15日に解任となった。